# Boarmia coloba
Boarmia coloba är en fjärilsart som beskrevs av Turner 1947. Boarmia coloba ingår i släktet Boarmia och familjen mätare. Inga underarter finns listade i Catalogue of Life.